# التسلسل الزمني لاختراعات الولايات المتحدة (1890-1945)

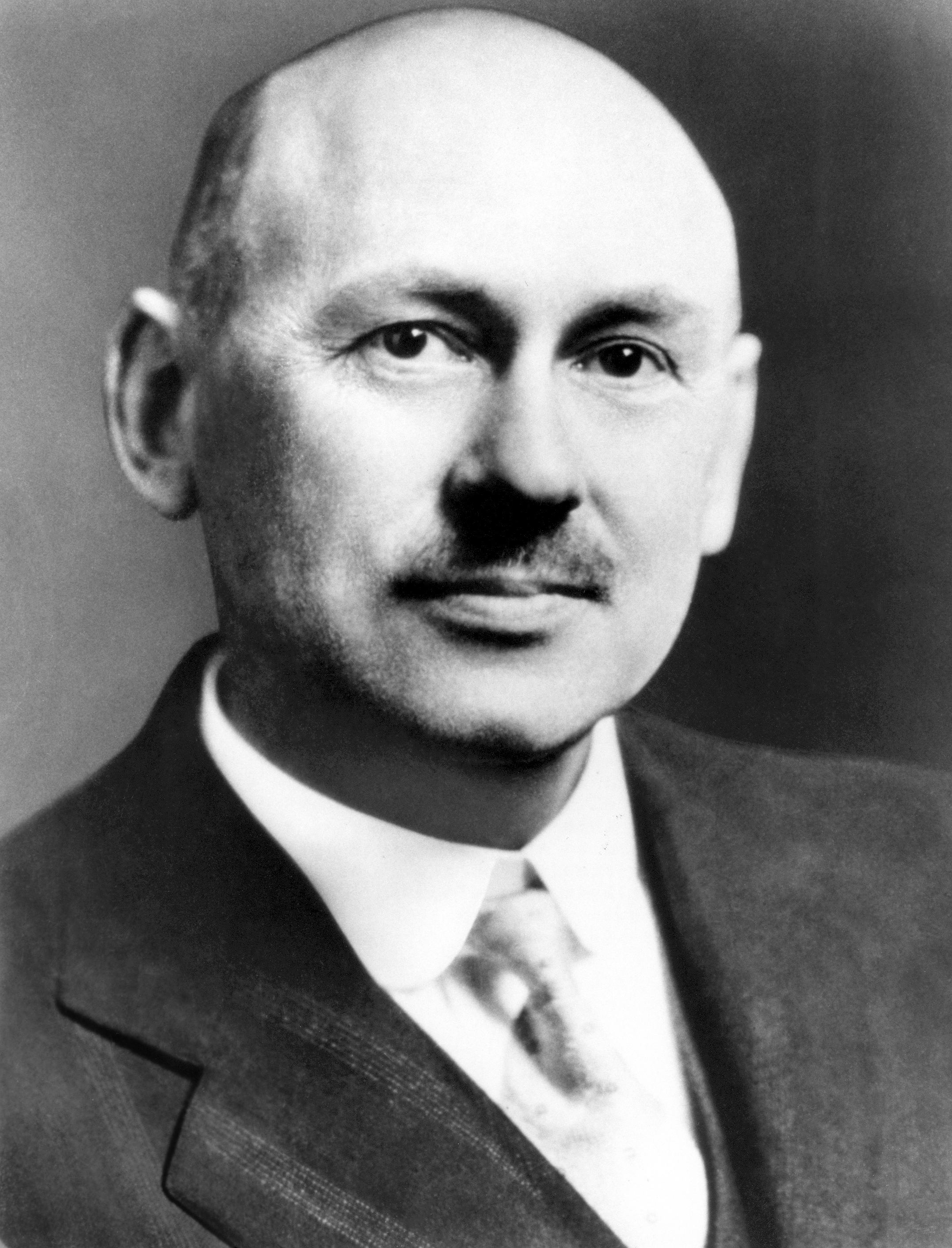

يشمل التسلسل الزمني لاختراعات الولايات المتحدة (1890–1945) براعة الولايات المتحدة وتقدمها الابتكاري في سياق تاريخي، يعود تاريخه إلى الفترة الممتدة منذ الحقبة التقدمية حتى نهاية الحرب العالمية الثانية، والتي حققها مخترعون من مواطني الولايات المتحدة الأصليين أو المتجنسين. تضمن حماية حقوق الطبع والنشر حق الشخص في مطالبته/ها بأسبقية الاختراع للاختراع الأصلي المعني، وتُبين في المادة الأولى، القسم 8، البند 8 من دستور الولايات المتحدة الذي يمنح كونغرس الولايات المتحدة السلطة المذكورة التالية:
| التسلسل الزمني لاختراعات الولايات المتحدة (1890-1945) | تعزيز تقدم العلوم والفنون المفيدة، من خلال ضمان الحق الحصري للمؤلفين والمخترعين في كتاباتهم واكتشافاتهم لفترات محدودة. | التسلسل الزمني لاختراعات الولايات المتحدة (1890-1945) |

أصدرت محكمة ماساتشوستس العامة في عام 1641، أول براءة اختراع في أمريكا الشمالية لصموئيل وينسلو لطريقة جديدة لصنع الملح. في 10 أبريل 1790، وقع الرئيس جورج واشنطن قانون براءات الاختراع لعام 1790. في 10 أبريل 1790، وقع الرئيس جورج واشنطن قانون براءات الاختراع لعام 1790 (1 القانون. 109) الذي نص على أن براءات الاختراع يجب أن تُرخص لـ «أي فن، أو صناعة، أو محرك، أو آلة أو جهاز مفيد أو لأي تحسين لم يُعرف أو يُستخدم من قبل». في 31 يوليو 1790، أصبح صاموئيل هوبكنز من فيلادلفيا، بنسلفانيا، أول شخص في الولايات المتحدة يُقدم طلبًا للحصول على براءة الاختراع ويحصل عليها بموجب قانون براءات الاختراع الأمريكي الجديد. أوضح قانون براءات الاختراع لعام 1836 (الفصل 357، القانون 5، 117) قانون البراءات في الولايات المتحدة إلى حد إنشاء مكتب براءات الاختراع حيث قُدمت طلبات الحصول على البراءات وجُهزت ومُنحت، رهنًا بلغة ونطاق اختراع صاحب المطالبة، لبراءة اختراع مدتها 14 سنة مع إمكانية تمديدها إلى 7 سنوات إضافية.
منح مكتب الولايات المتحدة لبراءات الاختراع والعلامات التجارية (يو إس بي تي أو) منذ عام 1836 حتى عام 2011 ما مجموعه 7,861,317 براءة اختراع تتعلق بالعديد من الاختراعات المعروفة التي تظهر على مدى التسلسل الزمني أدناه. وتشمل الأمثلة الاختراعات الحاصلة على براءات اختراع بين عامي 1890 و1945 جرار جون فروليتش (1892)، وخط تجميع رانسوم إي. أولدز (1901)، وتكييف الهواء لويليس كارير (1902)، وطائرة الأخوان رايت (1903) وصاروخ يعمل بالوقود السائل لروبرت إتش غودارد (1926).

## الحقبة التقدمية
خلال معظم القرن التاسع عشر، اعتبر الأمريكيون التوسع الغربي للأمة رمزًا للعناية الإلهية بها باعتبارها أرضًا للثروة والتقدم. لكن قاومت القبائل الهندية زحف المستوطنين في أراضيها، ما أدى إلى اندلاع أعمال عنف استمرت لعقود. دفعت الحكومة الفيدرالية تدريجيًا القبائل إلى مناطق أكثر عزلة، وعرضت الجنسية الأمريكية، بعض الفرص فقط، للذين وافقوا على قبول تخصيصات الأراضي في المحميات.
علامة قف 1890
علامة قف هي لافتة مرورية، تُقام عادةً عند تقاطعات الطرق مثل التقاطع رباعي الاتجاهات، تنبه السائقين إلى ضرورة التوقف ثم المتابعة فقط إذا كان الطريق أمامهم خاليًا. طُرحت فكرة وضع لافتات التوقف عند تقاطعات الطرق لأول مرة في عام 1890 عندما اقترح ويليام فيلبس إينو من ساوغاتوك، كونيتيكت وابتكر أول مجموعة من قوانين المرور في مقال نشر في رايدر أند دايفر. ولكن، لم تُستخدم علامات التوقف حتى عام 1915 عندما ركّب المسؤولون في ديترويت، ميشيغان علامة قف بأحرف سوداء على خلفية بيضاء. على مر السنين، أدخلت العديد من التعديلات على علامة قف، لكن لم يُستخدم الإصدار الحالي مع حروف بيضاء على خلفية حمراء المستخدم في الولايات المتحدة بالإضافة إلى المحاكاة في العديد من البلدان الأخرى حول العالم، حتى تبنت اللجنة المشتركة لأجهزة التحكم المرورية الموحدة التصميم في عام 1975.
آلة الجدولة 1890
آلة الجدولة هي جهاز كهربائي مصمم للمساعدة في تلخيص المعلومات وبيانات المحاسبة لاحقًا. تقترن نتائج الجدولة كهربائيًا بفارزة أثناء عرضها على أقراص تشبه الساعة. تولد مفهوم المعالجة الآلية للبيانات في عام 1890، اخترع هيرمان هوللريث آلة الجدولة الميكانيكية، وهو تصميم استُخدم أثناء تعداد عام 1890 والذي خزن وعالج المعلومات الديموغرافية والإحصائية على البطاقات المثقبة.
القمح المبشور 1890
القمح المبشور هو نوع من حبوب الإفطار المصنوعة من القمح الكامل. يأتي القمح المبشور أيضًا في مجموعة مجمدة (فروستيد)، يُغطى أحد جانبيها بالسكر والجيلاتين عادةً. اخترع هنري بيركي من واتيرتاون، نيويورك، القمح المبشور عام 1890.
اختبار بابكوك 1890
كان اختبار بابكوك أول اختبار عملي وغير مكلف يُستخدم لتحديد نسبة الدهون في الحليب. ابتكر ستيفان مولتون بابكوك هذا الاختبار في عام 1890، وطوره لردع المزارعين غير النزيهين الذين تمكنوا، حتى تسعينيات القرن التاسع عشر من إضافة الماء إلى حليبهم أو إزالة بعض القشدة قبل بيعه للمصانع لأن الحليب كان يُدفع ثمنه حسب حجمه.
كاشف الدخان 1890
كاشف الدخان هو جهاز يكتشف الدخان ويصدر إشارة عندئذ. تعمل معظم كاشفات الدخان إما بالكشف البصري أو بالمعالجة الفيزيائية، ويستخدم بعضها الطريقتين للكشف لزيادة الحساسية تجاه الدخان. عادةً ما تُشغل كاشفات الدخان بواسطة البطاريات، بينما يوُصل بعضها مباشرةً بمصدر التيار الكهربائي، وتحتوي غالبًا على بطارية كمصدر احتياطي للتزود بالطاقة في حالة انقطاع التيار الكهربائي. اختُرع أول إنذار حريق كهربائي أوتوماتيكي عام 1890 بواسطة فرانسيس روبينز ابتون وفرناندو جاي ديبل. أُصدرت براءة اختراع أمريكية لابتون وديبل رقم 436,961. كان ابتون مساعدًا لتوماس ألفا إديسون، لكن لا يوجد دليل على مساهمة إديسون في هذا الاختراع.
المصباح المتوهج 1891
يُعد أحد أكثر التحسينات المؤثرة في مجال الإضاءة الاصطناعية. جعل تطوير توماس إديسون لمصباح كهربائي لا يعتمد على اللهب المكشوف، الإضاءة أكثر عملية للمصانع والمكاتب والمنازل وغيّر حياة المدينة.
دولاب الهواء
دولاب الهواء (عجلة فيريس) هو هيكل غير مبني، يتكون من عجلة منتصبة مع عربات (جندول) للركاب معلقة بحافة العجلة. افتُتح دولاب الهواء الأصلي في 21 يونيو 1893 في معرض شيكاغو العالمي، واخترع دولاب الهواء الأصلي قبل ذلك بعامين بواسطة باني الجسور جورج واشنطن غيل فيريس الابن في بيتسبرغ، بنسلفانيا عام 1891.
عملية داو 1891  
عملية داو هي الطريقة الإلكتروليتية لاستخراج البروم من محلول ملحي، وكانت العملية الثورية الثانية لهربرت هنري داو هي إنتاج البروم تجاريًا في عام 1891.
ملف تسلا 1891
ملف تسلا هو نوع من الدوائر الكهربائية الرنانة المحولة التي اخترعها نيكولا تيسلا نحو عام 1891. استخدم نيكولا تيسلا هذه الملفات لإجراء تجارب مبتكرة في مجال الإضاءة الكهربائية، والتفسفر، وتوليد الأشعة السينية، وظواهر التيار المتناوب عالي التردد، والعلاج الكهربائي، ونقل الطاقة الكهربائية دون أسلاك للاتصالات اللاسلكية من نقطة إلى نقطة والبث.
القرص الدوار 1891
القرص الدوار هو جهاز مثبت على، أو في، هاتف أو لوحة التبديل، صُمم لإرسال نبضات كهربائية تعرف باسم الاتصال النبضي، تتوافق مع الرقم المطلوب. استخدم الشكل المبكر للقرص الدوار العروات على لوحة الإصبع بدلًا من الثقوب. اخترع ألمون براون ستراوغر القرص الدوار عام 1891. قدم ستراوغر طلبًا للحصول على براءة الاختراع الأمريكية رقم 486,909 في 21 ديسمبر 1891 وأُصدرت لاحقًا في 29 نوفمبر 1892.
شوكة المعجنات 1891
شوكة المعجنات، المعروفة أيضًا بـ «شوكة الفطيرة»، هي شوكة مصممة لتناول المعجنات والحلويات الأخرى أثناء حمل الطبق. تملك الشوكة 3 أو 4 أسنان. تحتوي الشوكة الثلاثية على سنون كبيرة ومسطحة ومشطوفة على الجانب، بينما يتصل السنان الأول والثاني في الشوكة الرباعية أو يربطان معًا ويُشطفان، في 7 يوليو 1891، قدمت آنا م. مانجين من كوينز، من بلدة في مدينة نيويورك، طلبًا للحصول على أول براءة اختراع لشوكة المعجنات. أُصدرت براءة الاختراع الأمريكية رقم 470,005 لاحقًا في 1 مارس 1892.